# Дуб черешчатий (Оржиця)
Дуб чере́шчатий — ботанічна пам'ятка природи місцевого значення в Україні. Розташована в межах смт Оржиця Полтавської області, на вул. Центральній, 89 (у дворі житлового будинку). 
Площа 0,03 га. Статус присвоєно згідно з рішенням облради від 04.09.1995 року. Перебуває віданні: Оржицька селищна рада. 
Статус присвоєно для збереження одного екземпляра вікового дуба.